# Чемпионат Европы по волейболу среди девушек 2024
16-й Чемпионат Европы по волейболу среди девушек (финальный турнир) проходил с 1 по 13 июля 2024 года в Блаже (Румыния) и Ираклионе (Греция) с участием 16 сборных команд, составленных из игроков не старше 17 лет. Чемпионский титул впервые в своей истории выиграла юниорская сборная Болгарии

## Команды-участницы
Греция, Румыния — команды стран-организаторов;
Бельгия, Болгария, Венгрия, Германия, Испания, Италия, Литва, Нидерланды, Польша, Сербия, Словения, Турция, Финляндия, Хорватия — по результатам квалификации.

## Квалификация
Квалификация (отборочный турнир) чемпионата прошла в период с 16 октября 2023 по 14 апреля 2024 года с участием 33 команд и включала два этапа. От квалификации освобождены Румыния и Греция (команды стран-организаторов), принявшая участие в чемпионате MEVZA.
Первый этап проводился в рамках чемпионатов пяти волейбольных зональных ассоциаций ЕКВ, в ходе которых были разыграны 5 путёвок в финальный турнир европейского первенства, которые выиграли победители турниров.
20 команд вышли во второй этап квалификации, где были разделены на 5 групп. Победители групп и 4 лучшие команды из числа занявших вторые места получили оставшиеся 9 путёвок в финальный турнир чемпионата Европы.

### Первый этап
|  | Квалифицировавшиеся в качестве чемпионов зональных ассоциаций |
|  | Прошедшие во 2-й этап квалификации                            |

| Место | BVA 17-21.01.2024 ( София) | EEVZA 20-26.11.2023 ( Даугавпилс) | MEVZA 10-12.01.2024 ( Марибор) | NEVZA 16-18.10.2023 ( Икаст) | WEVZA 3-7.01.2024 ( Херенталс) |
| ----- | -------------------------- | --------------------------------- | ------------------------------ | ---------------------------- | ------------------------------ |
| 1     | Турция                     | Польша                            | Хорватия                       | Финляндия                    | Бельгия                        |
| 2     | Болгария                   | Украина                           | Словения                       | Дания                        | Италия                         |
| 3     | Косово                     | Эстония                           | Венгрия                        | Англия                       | Германия                       |
| 4     | Сербия                     | Грузия                            | Словакия                       | Норвегия                     | Нидерланды                     |
| 5     | Сев. Македония             | Литва                             | Чехия                          | Исландия                     | Испания                        |
| 6     |                            | Латвия                            | Австрия                        | Фарерские острова            | Франция                        |
| 7     |                            | Азербайджан                       | Кипр                           |                              | Португалия                     |
| 8     |                            |                                   | Израиль                        |                              |                                |

### Второй этап
11—14 апреля 2024
| Место | Группа A 12-14.04.2024 ( Кавалезе) | Группа B 11-13.04.2024 ( Врнячка-Баня) | Группа C 12-14.04.2024 ( Камбадос) | Группа D 12-14.04.2024 ( Тбилиси) | Группа Е 11-13.04.2024 ( Штайнбрунн) |
| ----- | ---------------------------------- | -------------------------------------- | ---------------------------------- | --------------------------------- | ------------------------------------ |
| 1     | Италия                             | Нидерланды                             | Германия                           | Словения                          | Болгария                             |
| 2     | Венгрия                            | Сербия                                 | Испания                            | Франция                           | Литва                                |
| 3     | Словакия                           | Чехия                                  | Эстония                            | Украина                           | Австрия                              |
| 4     | Косово                             | Сев. Македония                         | Англия                             | Грузия                            | Дании                                |

## Система розыгрыша
Впервые в финальной стадии чемпионатов Европы среди девушек приняли участие 16 команд. Соревнования состояли из предварительного этапа и плей-офф. На предварительной стадии команды были разбиты на 2 группы, в которых играли в один круг. По две лучшие команды из групп вышли в полуфинал плей-офф и далее определили призёров чемпионата. 
Первичным критерием при распределении мест в группах являлось общее количество побед. При равенстве этого показателя в расчёт последовательно брались количество очков, соотношение партий, мячей, результаты личных встреч. За победы со счётом 3:0 и 3:1 команды получали по 3 очка, за победы 3:2 — по 2 очка, за поражения 2:3 — по 1 очку, за поражения 0:3 и 1:3 очки не начислялись.

## Игровые арены
Блаж
- В многофункциональном спортивном зале «Альба Блаж» (рум. Sala Polivalentă «Alba Blaj») прошли матчи группы 1 предварительного этапа и поединки плей-офф. Зал открыт в 2023 году. Вместимость трибун — 2 тысячи зрителей.

 Ираклион
- В крытом зале «Лидо» (греч. Κλειστό Γυμναστήριο «Λίντο») прошли матчи группы 2 предварительного этапа. Зал открыт в 1986 году. Вместимость трибун — 1400 зрителей.

## Предварительный этап

### Группа 1
Блаж
| М | Команда    | 1   | 2   | 3   | 4   | 5   | 6   | 7   | 8   | И | В | П | С/П   | О  |
| - | ---------- | --- | --- | --- | --- | --- | --- | --- | --- | - | - | - | ----- | -- |
| 1 | Италия     |     | 3:0 | 3:0 | 1:3 | 3:2 | 3:0 | 3:1 | 3:0 | 7 | 6 | 1 | 19:6  | 17 |
| 2 | Бельгия    | 0:3 |     | 3:2 | 3:0 | 3:1 | 3:1 | 3:2 | 3:1 | 7 | 6 | 1 | 18:10 | 16 |
| 3 | Испания    | 0:3 | 2:3 |     | 3:2 | 3:1 | 3:0 | 3:1 | 3:1 | 7 | 5 | 2 | 17:11 | 15 |
| 4 | Словения   | 3:1 | 0:3 | 2:3 |     | 2:3 | 3:1 | 3:0 | 3:1 | 7 | 4 | 3 | 16:12 | 14 |
| 5 | Хорватия   | 2:3 | 1:3 | 1:3 | 3:2 |     | 2:3 | 3:2 | 3:0 | 7 | 3 | 4 | 15:16 | 9  |
| 6 | Румыния    | 0:3 | 1:3 | 0:3 | 1:3 | 3:2 |     | 3:1 | 3:1 | 7 | 3 | 4 | 11:16 | 8  |
| 7 | Нидерланды | 1:3 | 2:3 | 1:3 | 0:3 | 2:3 | 1:3 |     | 3:2 | 7 | 1 | 6 | 10:20 | 4  |
| 8 | Сербия     | 0:3 | 1:3 | 1:3 | 1:3 | 0:3 | 1:3 | 2:3 |     | 7 | 0 | 7 | 6:21  | 1  |

1 июля
Италия — Хорватия 3:2 (25:22, 23:25, 26:28, 25:20, 15:10); Бельгия — Словения 3:0 (25:22, 25:23, 25:16); Испания — Румыния 3:0 (31:29, 25:19, 25:14); Нидерланды — Сербия 3:2 (17:25, 27:25, 25:16, 15:25, 15:8).
2 июля
Бельгия — Испания 3:2 (24:26, 25:20, 21:25, 25:20, 15:12); Италия — Нидерланды 3:1 (25:21, 25:14, 19:25, 25:22); Румыния — Сербия 3:1 (25:12, 21:25, 25:15, 25:21); Хорватия — Словения 3:2 (24:26, 26:24, 25:20, 12:25, 15:11).
3 июля
Италия — Испания 3:0 (25:21, 29:27, 27:25); Хорватия — Нидерланды 3:2 (25:19, 23:25, 18:25, 25:20, 15:9); Словения — Румыния 3:1 (15:25, 25:13, 25:22, 25:16); Бельгия — Сербия 3:1 (25:15, 27:25, 25:27, 25:16).
5 июля
Словения — Сербия 3:1 (25:18, 21:25, 25:20, 25:20); Италия — Бельгия 3:0 (25:22, 25:22, 25:21); Румыния — Нидерланды 3:1 (26:24, 24:26, 25:23, 25:15); Испания — Хорватия 3:1 (25:17, 26:24, 18:25, 25:22).
6 июля
Бельгия — Нидерланды 3:2 (25:20, 21:25, 14:25, 25:18, 15:11); Испания — Словения 3:2 (21:25, 15:25, 25:17, 25:23, 16:14); Румыния — Хорватия 3:2 (25:22, 21:25, 25:19, 16:25, 15:9); Италия — Сербия 3:0 (25:17, 25:18, 25:20).
8 июля
Испания — Нидерланды 3:1 (23:25, 25:22, 25:12, 27:25); Румыния — Сербия 3:0 (25:23, 25:22, 25:22); Бельгия — Румыния 3:1 (25:18, 21:25, 25:16, 25:20); Словения — Италия 3:1 (15:25, 25:20, 25:22, 25:22).
9 июля
Бельгия — Хорватия 3:1 (22:25, 25:19, 25:12, 25:18); Испания — Сербия 3:1 (17:25, 25:23, 25:13, 25:23); Италия — Румыния 3:0 (25:22, 25:20, 25:16); Словения — Нидерланды 3:0 (25:20, 25:18, 25:16).

### Группа 2
Ираклион
| М | Команда   | 1   | 2   | 3   | 4   | 5   | 6   | 7   | 8   | И | В | П | С/П   | О  |
| - | --------- | --- | --- | --- | --- | --- | --- | --- | --- | - | - | - | ----- | -- |
| 1 | Польша    |     | 2:3 | 3:2 | 3:0 | 3:1 | 3:0 | 3:1 | 3:0 | 7 | 6 | 1 | 20:7  | 18 |
| 2 | Болгария  | 3:2 |     | 3:0 | 2:3 | 3:1 | 3:1 | 3:0 | 3:0 | 7 | 6 | 1 | 20:7  | 18 |
| 3 | Германия  | 2:3 | 0:3 |     | 3:0 | 3:2 | 3:1 | 3:1 | 3:0 | 7 | 5 | 2 | 17:10 | 15 |
| 4 | Венгрия   | 0:3 | 3:2 | 0:3 |     | 1:3 | 3:1 | 3:2 | 3:0 | 7 | 4 | 3 | 13:14 | 10 |
| 5 | Турция    | 1:3 | 1:3 | 2:3 | 3:1 |     | 2:3 | 3:0 | 3:1 | 7 | 3 | 4 | 15:14 | 11 |
| 6 | Греция    | 0:3 | 1:3 | 1:3 | 1:3 | 3:2 |     | 3:0 | 3:0 | 7 | 3 | 4 | 12:14 | 8  |
| 7 | Финляндия | 1:3 | 0:3 | 1:3 | 2:3 | 0:3 | 0:3 |     | 3:0 | 7 | 1 | 6 | 7:18  | 4  |
| 8 | Литва     | 0:3 | 0:3 | 0:3 | 0:3 | 1:3 | 0:3 | 0:3 |     | 7 | 0 | 7 | 1:21  | 0  |

Соотношение мячей (игровых очков): Польша — 1,245; Болгария — 1,182.
1 июля
Польша — Венгрия 3:0 (25:17, 25:19, 25:21); Турция — Финляндия 3:0 (25:22, 25:17, 25:22); Болгария — Германия 3:0 (25:23, 25:19, 25:23); Греция — Литва 3:0 (25:20, 25:8, 25:17).
2 июля
Венгрия — Финляндия 3:2 (24:26, 25:21, 22:25, 29:27, 15:11); Польша — Литва 3:0 (25:14, 25:15, 25:16); Болгария — Турция 3:1 (25:22, 25:21, 19:25, 25:23); Германия — Греция 3:1 (25:16, 25:19, 23:25, 25:19).
3 июля
Болгария — Польша 3:2 (21:25, 21:25, 25:21, 28:26, 15:7); Германия — Турция 3:2 (25:23, 20:25, 25:21, 12:25, 15:12); Финляндия — Литва 3:0 (25:22, 25:15, 25:23); Венгрия — Греция 3:1 (25:18, 25:20, 22:25, 25:13).
5 июля
Турция — Венгрия 3:1 (25:14, 22:25, 25:17, 25:21); Болгария — Литва 3:0 (25:15, 25:21, 25:17); Польша — Германия 3:2 (25:9, 20:25, 25:8, 23:25, 15:9); Греция — Финляндия 3:0 (25:19, 25:22, 25:19).
6 июля
Турция — Литва 3:1 (25:27, 25:11, 25:15, 25:14); Болгария — Финляндия 3:0 (25:21, 25:10, 27:25); Германия — Венгрия 3:0 (25:16, 25:13, 25:12); Польша — Греция 3:0 (25:19, 25:19, 25:17).
8 июля
Германия — Финляндия 3:1 (21:25, 25:16, 26:24, 25:18); Венгрия — Литва 3:0 (25:23, 25:17, 25:22); Польша — Турция 3:1 (23:25, 25:18, 25:15, 25:22); Болгария — Греция 3:1 (25:18, 25:19, 24:26, 25:10).
9 июля
Германия — Литва 3:0 (25:19, 25:14, 25:20); Венгрия — Болгария 3:0 (12:25, 17:25, 25:18, 28:26, 15:13); Польша — Финляндия 3:1 (25:27, 25:19, 25:20, 25:21); Греция — Турция 3:2 (22:25, 25:19, 17:25, 25:18, 15:10).

## Плей-офф
Блаж

### Полуфинал
12 июля
Болгария — Италия 3:2 (25:20, 23:25, 25:20, 17:25, 18:16).
Бельгия — Польша 3:1 (25:14, 23:25, 25:19, 26:24).

### Матч за 3-е место
13 июля
Италия — Польша 3:2 (18:25, 25:17, 25:16, 20:25, 15:9).

### Финал
13 июля
Болгария — Бельгия 3:0 (25:15, 25:18, 28:26). Отчёт

## Итоги

### Положение команд
| Место | Команда    |
| ----- | ---------- |
| 1     | Болгария   |
| 2     | Бельгия    |
| 3     | Италия     |
| 4     | Польша     |
| 5—6   | Германия   |
| 5—6   | Испания    |
| 7—8   | Словения   |
| 7—8   | Венгрия    |
| 9—10  | Турция     |
| 9—10  | Хорватия   |
| 11—12 | Греция     |
| 11—12 | Румыния    |
| 13—14 | Нидерланды |
| 13—14 | Финляндия  |
| 15—16 | Сербия     |
| 15—16 | Литва      |

### Призёры
Болгария: Симона Иванова, Виктория Нинова, Мария-Магдалена Недялкова, Николь Окоро, Габриэла Жекова, Эдна Тодорова, Димана Иванова, Стефани Дянкова, Божидара Иванова, Калина Венева, Виара Парапунова, Елизавета Сариева, Деница Ангелова, Дарина Нанева. Главный тренер — Антонина Зетова.
  Бельгия: Фе Де Рик, Ауке Ванассхе, Янне Де Лё, Янне Вейерс, Иза Тиммерманс, Флоре Мас, Жасмин Дебу, Леа Йосевски, Трэси Хемелингс, Кат Петерс, Сэм Пипелерс, Люне Хосте, Теа Радович, Лисе Верхелст. Главный тренер — Йорик Ван де Велде.
  Италия: Азия Спациано, Джорджия Сари, Стелла Карузо, Катерина Перони, Ребекка Аймаретти, Вероника Куэро, Лудовика Тозини, Карола Бонафеде, Мартина Сузио, София Морони, Стелла Корнелли, Миранда Виттория Дзанелла, Марта Станьяро, Джованна Фратанджело. Главный тренер — Микеле Фанни.

### Индивидуальные призы
| - MVP Димана Иванова - Лучшая связующая Димана Иванова - Лучшие центральные блокирующие Дарина Нанева Вероника Куэро | - Лучшая диагональная Лисе Верхелст - Лучшие доигровщицы Лудовика Тозини Калина Венева - Лучшая либеро Жасмин Дебу |